# Andrea Tagliapietra
Andrea Tagliapietra (Venezia, 7 marzo 1962) è un filosofo e saggista italiano.

## Biografia
Dopo la maturità classica al Liceo Marco Foscarini di Venezia, ha compiuto studi di medicina e di filosofia, laureandosi in filosofia teoretica all'Università Ca' Foscari con una tesi discussa con Emanuele Severino e Romano Madera. 
In quegli stessi anni perfeziona gli studi di ermeneutica biblica sotto la guida di Carlo Enzo. Ha insegnato Storia della filosofia moderna e contemporanea presso l'Università degli studi di Sassari (1997-2004). È stato professore ordinario di Storia della filosofia presso la Facoltà di Filosofia dell'Università Vita-Salute San Raffaele di Milano dove ha insegnato Storia delle idee, Filosofia della cultura e Storia della filosofia. Attualmente è professore di storia della filosofia all'Università Ca' Foscari di Venezia. 
Fonde nelle sue ricerche un'indagine storico filosofica sul pensiero greco, sulla tradizione apocalittica ebraica e cristiana e sul canone del pensiero moderno, con un'attenzione a temi contemporanei legati al mondo delle immagini e della comunicazione, allo studio del linguaggio e delle metafore, alla questione dell'animalità e del tempo della vita (il tempo che siamo), nonché all'intreccio storico e teorico fra teatro e filosofia. In quest'ultima prospettiva si orientano i suoi studi sull'idea di sincerità e sul significato della bugia nel quadro di una costruzione drammaturgica della singolarità, sul ridere e sulla natura del personaggio comico. La filosofia è, nella prospettiva dell'autore, essenzialmente testualità, un canone aperto di opere irriducibile alla dimensione atomica di una sequenza di enunciati e di problemi da risolvere logicamente. Per il pensiero filosofico, quindi, la dimensione scritta e la complessità stratificata del testo sono fondamentali sia a livello di comprensione, che a livello di espressione. Ha curato, per Feltrinelli, Bollati Boringhieri e Bruno Mondadori edizioni importanti: L'Apocalisse di Giovanni, raccolte di scritti sull'Illuminismo e sul tema della "catastrofe"; opere di Platone, Gioacchino da Fiore, Kant, Benjamin Constant, Voltaire, Jean-Jacques Rousseau, Alessandro Manzoni, Constantin-François de Chassebœuf de Volney, Ludwig Andreas Feuerbach, Louis-Sébastien Mercier, Denis Diderot. 
Ha curato l'edizione delle opere complete di Italo Valent in sei volumi (2007-2023). Ha collaborato con varie testate giornalistiche (Capital; Panorama; Il Sole 24 Ore; Il Gazzettino di Venezia; l'inserto culturale "Saturno" de Il fatto quotidiano, ecc.), con interventi di carattere culturale o legati all'attualità sociale e politica. Con La virtù crudele. Filosofia e storia della sincerità  ha vinto nel 2004 il Premio Viareggio per la saggistica. Nel 2013 gli è stato conferito il premio di filosofia "Viaggio a Siracusa" per il saggio Gioacchino da Fiore e la filosofia. 
È direttore, insieme a Sebastiano Ghisu, della rivista internazionale di filosofia Giornale critico di storia delle idee. È fondatore e direttore del Centro di Ricerca Interdisciplinare di Storia delle Idee (CRISI), che ha sede presso la Facoltà di Filosofia del San Raffaele, e di ICONE, Centro Europeo di Ricerca di storia e teoria dell'immagine di Palazzo Arese Borromeo .
Ha collaborato alla sceneggiatura del film Il Monaco che vinse l'Apocalisse di Jordan River, liberamente ispirato alla figura di Gioacchino da Fiore.

## Opere principali
- La metafora dello specchio. Lineamenti per una storia simbolica, Feltrinelli, Milano 1991 (2ª ed. riveduta e accresciuta, Bollati Boringhieri, Torino 2008)
- Il velo di Alcesti. La filosofia e il teatro della morte, Feltrinelli, Milano 1997
- Filosofia della bugia. Figure della menzogna nella storia del pensiero occidentale, Bruno Mondadori, Milano 2001 (2ª ed. riveduta, Bruno Mondadori, Milano 2008)
- La virtù crudele. Filosofia e storia della sincerità, Einaudi, Torino 2003
- La forza del pudore: per una filosofia dell'inconfessabile, Rizzoli, Milano 2006 (tr. francese, a cura di Robert Kremer, La force de la pudeur. Pour une philosophie de l'inavouable Archiviato il 16 maggio 2017 in Internet Archive., Salvator, Paris 2017)
- Il dono del filosofo: sul gesto originario della filosofia, Einaudi, Torino 2009
- Icone della fine. Immagini apocalittiche, filmografie, miti, il Mulino, Bologna 2010 (tr. francese, a cura di Robert Kremer, Icônes de la fin. Images apocalyptiques, filmographie, mythes, Puict, Toulouse 2025)
- Sincerità, Raffaello Cortina, Milano 2012 (tr. francese, a cura di Robert Kremer, La sincérité Archiviato l'8 dicembre 2015 in Internet Archive., Salvator, Paris 2015)
- Gioacchino da Fiore e la filosofia, il Prato, Padova 2013
- Non ci resta che ridere, il Mulino, Bologna 2013
- Alfabeto delle proprietà. Filosofia in metafore e storie, Moretti & Vitali Editori, Bergamo 2016
- Esperienza. Filosofia e storia di un'idea, Raffaello Cortina, Milano 2017
- Filosofia dei cartoni animati. Una mitologia contemporanea, Bollati Boringhieri, Torino 2019
- La musica del caso. Ricerche sull'azzardo e il senso del gioco, Mimesis Edizioni, Milano-Udine 2022[10]
- Il pudore dei Giusti. Filosofia del bene senza spettacolo, GARIWO-Libreria Editrice Cafoscarina, Venezia 2022
- I cani del tempo. Filosofia e icone della pazienza, Donzelli Editore, Roma 2022
- La metafora dello specchio. Lineamenti per una storia simbolica dell'immagine, Donzelli Editore, Roma 2023 (nuova edizione con apparato iconografico)
- Il lettore e lo spettatore. Filosofia di due metafore dell'esistenza, Donzelli Editore, Roma 2024

## Opere costituite da raccolte di lezioni
- Cartografia intellettuale dell'Europa. La migrazione dello spirito, a cura di Erminio Maglione, introduzione di Renato Rizzi, Mimesis Edizioni, Milano-Udine 2018[11]
- Tempo a termine e tempo senza fine. Breve storia figurale della temporalità, a cura di Caterina Piccione, con DVD-ROM delle lezioni, Mimesis Edizioni, Milano-Udine 2018

## Opere in collaborazione con altri autori
- con Gianfranco Ravasi, Non desiderare la donna e la roba d'altri, il Mulino, Bologna 2010 (tr. francese, a cura di Robert Kremer, Tu ne convoiteras pas la femme d'autrui ni son bien Archiviato il 14 febbraio 2015 in Internet Archive., Salvator, Paris 2013)
- con Renato Corrado, Il senso del dolore. Testimonianza e argomenti, Editrice San Raffaele, Milano 2011
- con Claudio Bartocci e Piero Martin, Zerologia. Sullo zero, il vuoto e il nulla, il Mulino, Bologna 2016
- con Renato Rizzi, Solemnidad de la civilidad. Santiago de Querétaro - Mexico. Libro I, Mimesis Edizioni, Milano-Udine 2020
- con Renato Rizzi, Il segreto nel nome. Per una rifondazione degli studi di Architettura, Mimesis Edizioni, Milano-Udine 2021
- con Renato Rizzi, Solemnidad de la civilidad. Santiago de Querétaro - Mexico. Libro II, Mimesis Edizioni, Milano-Udine 2021

## Edizioni scientifiche, curatele e traduzioni
- Apocalisse di Giovanni, testo latino a fronte, prefazione di Andrea Tagliapietra, traduzione e postfazione di Massimo Bontempelli, Feltrinelli, Milano 1992
- Platone, Fedone o sull'anima, testo greco a fronte, traduzione, introduzione e cura di Andrea Tagliapietra, saggio critico di Elisa Tetamo, Feltrinelli, Milano 1994 (7ª ed., 2011)
- Gioacchino da Fiore, Sull'Apocalisse, testo latino a fronte, introduzione, traduzione e cura di Andrea Tagliapietra, Feltrinelli, Milano 1994 (2ª ed., 2008)
- Immanuel Kant-Benjamin Constant, La verità e la menzogna. Dialogo sulla fondazione morale della politica, introduzione e cura di Andrea Tagliapietra, traduzioni di Silvia Manzoni e di Elisa Tetamo, Bruno Mondadori, Milano 1996
- Che cos'è l'Illuminismo? I testi e la genealogia del concetto, introduzione e cura di Andrea Tagliapietra, traduzioni di Silvia Manzoni e di Elisa Tetamo, Bruno Mondadori, Milano 1997 (2ª ed., 2000)
- Rudolf Otto, Il sacro, introduzione, note e apparati di Andrea Tagliapietra, traduzione di Ernesto Buonaiuti, Gallone Editore, Milano 1998
- Voltaire-Rousseau-Kant, Sulla catastrofe. L'illuminismo e la filosofia del disastro, introduzione e cura di Andrea Tagliapietra, traduzioni di Silvia Manzoni e di Elisa Tetamo, con un saggio di Paola Giacomoni, Bruno Mondadori, Milano 2004
- Immanuel Kant, La fine di tutte le cose, a cura e con un saggio di Andrea Tagliapietra, traduzione di Elisa Tetamo, Bollati Boringhieri, Torino 2006
- Alessandro Manzoni, La storia e l'invenzione. Scritti filosofici, introduzione, note e apparati di Andrea Tagliapietra, il Prato, Padova 2014
- Constantin-François de Chassebœuf de Volney, Le rovine, ossia meditazione sulle rivoluzioni degli imperi, a cura di Andrea Tagliapietra e Marco Bruni, introduzione di Andrea Tagliapietra, postfazione e traduzione di Marco Bruni, Mimesis Edizioni, Milano-Udine 2016
- Ludwig Feuerbach, L'uomo è ciò che mangia, a cura e con un saggio di Andrea Tagliapietra, traduzione e nota biobibliografica di Elisa Tetamo, Bollati Boringhieri, Torino 2017
- Louis-Sébastien Mercier, Montesquieu a Marsiglia, a cura di Andrea Tagliapietra e Caterina Piccione, traduzione di Andrea Tagliapietra e Caterina Piccione, Inschibboleth, Roma 2019
- Immanuel Kant, Bisogna sempre dire la verità?, a cura di Andrea Tagliapietra, traduzione di Elisa Tetamo, Raffaello Cortina Editore, Milano 2019
- Voltaire-Rousseau-Kant, Filosofie della catastrofe, a cura di Andrea Tagliapietra, traduzioni di Silvia Manzoni e di Elisa Tetamo, Raffaello Cortina Editore, Milano 2022
- Denis Diderot, Paradosso sull'attore, a cura di Valentina Sperotto e Andrea Tagliapietra, traduzione di Valentina Sperotto, Inschibboleth, Roma 2022
- Alessandro Manzoni, Del romanzo storico e altri scritti sulla storia e l'invenzione, introduzione, note e cura di Andrea Tagliapietra, con un saggio di Giordano Ghirelli, Mimesis-Edizioni, Milano-Udine 2024

## Alcuni saggi e articoli
- Kant e l'idea della fine, di Andrea Tagliapietra, in Agalma, n. 19, aprile 2010, pp. 17–36.
- Il rischio e il limite, di Andrea Tagliapietra, in Magazine, n. 1 (dossier Energia), Pearson, marzo 2012.
- L'ultimo gesto di Socrate. Il pudore e l'enigma, di Andrea Tagliapietra, in Spazio Filosofico, n. 5, maggio 2012.
- Tipologia del riso Archiviato il 14 febbraio 2015 in Internet Archive., di Andrea Tagliapietra, in Fillide, n. 5, settembre 2012.
- Kant and the Idea of the End di Andrea Tagliapietra, in European Journal of Psychoanalysis, n. 1, 2014/1, The End.
- Corpo di pazienza Archiviato il 4 marzo 2016 in Internet Archive. di Andrea Tagliapietra, in European Journal of Psychoanalysis, ISAP, Saggi ed Articoli (2016).

## Testi in rete
- Esser contro di Andrea Tagliapietra, in XÁOS. Giornale di confine, Anno I, n. 1 marzo-giugno 2002.
- Il dono del filosofo. Il dono della filosofia di Andrea Tagliapietra, in XÁOS. Giornale di confine, Anno I, n. 2 luglio - Ottobre 2002.
- Il giallo della filosofia, di Andrea Tagliapietra, in XÁOS. Giornale di confine, Anno I, n. 3 novembre-febbraio 2002-2003.
- Il volto del potere di Andrea Tagliapietra, in XÁOS. Giornale di confine, Anno II, n. 1 marzo-giugno 2003.
- La Lotteria di Babele. Appunti filosofici su caso e fortuna nella società della comunicazione di Andrea Tagliapietra, in XÁOS. Giornale di confine, Anno II, n. 2 luglio-ottobre 2003.
- L'apocalisse delle immagini. Esegesi del cinema di Wim Wenders a partire da "Fino alla fine del mondo", di Andrea Tagliapietra, in XÁOS. Giornale di confine, Anno II, n. 3 novembre-febbraio 2003/2004.
- La gola del filosofo. Il mangiare come metafora del pensare di Andrea Tagliapietra in XÁOS. Giornale di confine Anno IV, n. 1 marzo -giugno 2005/2006.
- Dire la verità. L'insistenza della critica di Andrea Tagliapietra, in Giornale critico di storia delle idee, Anno IV, n. 8, 2012.

## Interviste e video
- L'uomo è un animale che esita. Intervista con Andrea Tagliapietra di Marco Dotti, in Vita, n. 6, 2017.
- Presentazione. Il dono del filosofo. Sul gesto originario della filosofia in Inschibboleth WEB TV Archiviato il 31 marzo 2017 in Internet Archive..
- Presentazione. Icone della fine. Immagini apocalittiche, filmografie, miti
- Del senso della fine. Dialogo con Andrea Tagliapietra di Marco Dotti, in Communitas, n. 4, 2012.
- RAI Cultura: Andrea Tagliapietra: futuro, progresso e possibilità
- Lezione magistrale al Festival di Filosofia (Modena 2018), Inganni. Finzioni di verità e storia naturale dell'intelligenza
- Filosofia dei cartoni animati - Lido Philo, LXXVIII Mostra Internazionale d'Arte Cinematografica di Venezia, 10 settembre 2021
- RAI Scuola - Storie della scienza - Lo zero, con Claudio Bartocci e Piero Martin. Presenta Telmo Pievani (puntata 20, 2022)
- RAI Storia - Scritto letto detto, Andrea Tagliapietra, La pazienza (stagione 2022-2023, Ep. 18)
- Qui Comincia, RAI Radio 3, Andrea Tagliapietra, I cani del tempo (Donzelli) (1 Febbraio 2023)
- Alla scoperta del ramo d'oro - Dire la verità (RAITRE puntata 103, 2022-2023)